# نموذج التريليوم
نموذج التريليوم، الذي أوجده بيل كندا، يجمع متطلبات من سلسلة الأيزو 9000، نموذج نضج القدرة للبرمجيات CMM، ومعايير مالكولم بالدريج، مع معايير الجودة للبرمجيات من جمعية مهندسي الكهرباء والإلكترونيات IEEE، تريليوم لديها توجه الاتصالات السلكية واللاسلكية ويتيح التركيز على العملاء. الممارسات في نموذج التريليوم مستمدة من تدريب المعيار الذي ركز على جميع الممارسات التي من شأنها أن تسهم في تنظيم وتطوير المنتجات ودعم القدرة.
{نموذج التريليوم{/0} يغطي جميع جوانب تطوير برمجيات دورة الحياة، معظم النظم وتطوير المنتجات وأنشطة الدعم، وعدد كبير من الأنشطة التسويقية ذات الصلة. الكثير من الممارسات المذكورة في النموذج يمكن تطبيقه مباشرة على تطوير الأجهزة.

## الأهداف
نموذج التريليوم قد طوّر من منظور العملاء، كما هو متصور في المنافسة، والبيئة التجارية. ويستخدم النموذج في طرق مختلفة:
- لمرجعية المنظمة لتطوير المنتجات ودعم القدرة العملية ضد أفضل الممارسات في الصناعة.
- في وضع التقييم الذاتي، للمساعدة على تحديد الفرص المتاحة لتحسين وتطوير المنتجات في إطار المنظمة.
- في مرحلة ما قبل المفاوضات التعاقدية، للمساعدة في اختيار المزوّد.

هذا النموذج وأدواته المصاحبة ليست في حد ذاتها عملية تطوير للمنتج أو نموذج لدورة الحياة. بدلا من ذلك، يوفر نموذج التريليوم مدخل للممارسات الصناعية والتي يمكن استخدامها لتحسين عملية موجودة أو دورة الحياة.

## مقياس التريليوم
ويمتد نطاق مقياس التريليوم من المستوى 1 حتى 5 ويمكن أن تتمثّل المستويات على النحو التالي:
1. غير المنظم:عملية التطوير مخصصة. المشاريع كثيرا ما لا تستطيع ان تلبي أهداف الجودة أو الجدول الزمني. النجاح، في حين أمكن ذلك، يستند على الأفراد بدلا من الاعتماد على البنية التحتية التنظيمية. (مخاطره عاليه)
2. المشروع الموجه والمكرر: نجاح المشروع الفردي يحقق من خلال إدارة قوية للتخطيط والتحكم بالمشروع، مع التركيز على متطلبات الإدارة، تقنيات التخمين، وإدارة التكوين. (مخاطره متوسطه)
3. المعرفة والتطبيق العملي: العمليات محددة وتستخدم على المستوى التنظيمي، على الرغم من أن تخصيص المشروع لا يزال مسموحا به. يتم التحكم في العمليات وتحسينها. متطلبات الأيزو 9001 مثل التدريب و مراجعة العمليات الداخلية المدرجة. (مخاطره قليله)
4. إدارة واندماج: عملية القياس والتحليل تستخدم كآلية رئيسية تفتح مجالا لتحسين العملية. إدارة عملية التغيير:0} وبرامج الوقاية من الخلل تم دمجها بالعمليات. أدوات مساعدة الكمبيوتر وهندسة البرمجيات CASE تم دمجها في العمليات. (مخاطره أقل)
5. متكامله بشكل تام:المنهجيات الرسمية مستخدمة على نطاق واسع. مستودعات المنظمة لتطوير التاريخ والعمليات فعّآلة ومستغلّة. (مخاطره دنيا)

## الهندسة المعمارية لنموذج التريليوم
نموذج التريليوم يتكون من مجالات القدرة، خرائط الطريق والممارسات. هناك أربعة نواح مختلفه يطبّق فيها نموذج التريليوم.
القدرة على التقييم والقدرة على التقييم المشترك هما وسيلتين لتقييم تطور المنتجات في المنظمة ودعم القدرة العملية. القدرة على التقييم هي التقييم من قبل المورد عن طريق طرف ثاني، وعادة ما يكون الزبون. قدرات التقييم المشترك تفترض وجود علاقة شراكة فعالة بين العميل والمورد.

## الفوائد
بالنسبة لمنظمات العملاء، مقدرة أعلى تعني أن:
- منظمة التنمية هي أكثر استجابة لمتطلبات السوق والعملاء.
- تكلفة دورة الحياة من المنتجات تقلل إلى الحد الأدنى.
- رضا المستخدمين النهائيين ينمّى إلى الحد الأعلى.

للمنظمة المتطورة، تحقيق مقدرة أعلى يمكن أن ينتج عنها الآتي:
- تكاليف تطوير وصيانة أقل.
- دورة زمنية وفترات تنمية أقصر.
- زيادة القدرة على تحقيق المحتوى والجدول الزمني المقرر للالتزامات بسبب المخاطر التحليلية للمشاريع الفعالة وتقييم الجهد المبذول.
- القدرة المتزايدة لتلبية تصميم أهداف قابلة للقياس الكمي والجودة في جميع مراحل عملية التنمية

## نموذج نضج القدرة CMM بالمقارنة مع تريليوم
{نموذج التريليوم{/0} يغطي جميع جوانب تطوير برمجيات دورة الحياة، معظم النظم وتطوير المنتجات وأنشطة الدعم، وعدد كبير من الأنشطة التسويقية ذات الصلة. على الرغم من أن التريليوم قد تم تصميمه ليتم تطبيقه على أنظمة البرمجيات المدمجة مثل أنظمة الاتصالات السلكية واللاسلكية، والكثير من هذا النموذج يمكن تطبيقه على قطاعات أخرى في صناعة البرمجيات مثل (نظم المعلومات الإدارية) MIS. الاختلافات المتعددة بين نموذج التريليوم و نموذج نضج القدرة CMM تعطى بالنقاط الآتية:
1. نموذج التريليوم مبني على أساس خرائط الطرق، بدلا من المجالات المنهجية الرئيسية KPAs المستخدمة في نموذج نضج القدرة CMM.
2. نموذج التريليوم لديه منظور اوسع تجاه المنتجات، بدلا من الاقتصار على أساس تحسين عملية البرمجيات.
3. يتطلب التريليوم تغطية أوسع في القدرة على التأثير على المواضيع.
4. نموذج التريليوم لديه توجه نحو التركيز على العملاء، النضج التكنولوجي وصناعة الاتصالات السلكية واللاسلكية.

## الروابط الخارجية
- Trillium Model
- Bell Canada